# Nenad Jestrović
Nenad Jestrović (cyr. Ненад Јестровић; ur. 9 maja 1976 w Obrenovacu) – serbski piłkarz grający na pozycji napastnika.

## Życiorys
Jest wychowankiem klubu Radnički Obrenovac. W latach 1994–1997 grał w OFK Beograd. W 1997 roku został piłkarzem francuskiego SC Bastia. Po zakończeniu sezonu 1997/1998 odszedł do FC Metz. Następnie występował w belgijskim Excelsiorze Mouscron. W latach 2001–2005 był piłkarzem RSC Anderlecht, w barwach którego rozegrał 81 meczów ligowych i zdobył 55 goli. W sezonie 2004/2005 został królem strzelców ligi belgijskiej. W latach 2006–2007 grał w Zjednoczonych Emiratach Arabskich – kolejno w Al-Ain FC i Al-Nasr Dubaj. W sezonie 2007/2008 był piłkarzem FK Crvena zvezda. Z 13 golami został królem strzelców ligi. Po sezonie odszedł do tureckiego Kocaelisporu. Karierę zawodniczą zakończył w 2009 roku w Metz.
W reprezentacji Serbii i Czarnogóry zadebiutował 30 kwietnia 2003 w przegranym 0:1 towarzyskim meczu z Niemcami. Grał w nim do 61. minuty, po czym został zmieniony przez Predraga Mijatovicia.